# Shreegaun
Shreegaun (nep. श्रीगाउँ) – gaun wikas samiti w zachodniej części Nepalu w strefie Rapti w dystrykcie Dang Deokhuri. Według nepalskiego spisu powszechnego z 2001 roku liczył on 1217 gospodarstw domowych i 6602 mieszkańców (3381 kobiet i 3221 mężczyzn).